# Campionat d'Europa de velocitat individual masculí
|  | Aquest article és sobre la competició masculina. Per a la competició femenina, vegeu Campionat d'Europa de velocitat individual femení |

El Campionat d'Europa de velocitat individual masculí és el campionat d'Europa de Velocitat individual organitzat anualment per l'UEC.
Es porten disputant des del 1894 i des del 2010 estan dins els Campionats d'Europa de ciclisme en pista.

## Pòdiums dels Guanyadors
| Proves   | Or                       | Plata                         | Bronze                     |
| 1894     | Arthur Heimann (GER)     |                               |                            |
| 1896     | Jaap Eden (NED)          | Maurice Farman (FRA)          | Harry Meyers (NED)         |
| 1897     | Willy Arend (GER)        |                               |                            |
| 1898     |                          | Thorvald Ellegaard (DEN)      |                            |
| 1899     | Anton Huber (GER)        | George Banker (USA)           | Jan Mulder (NED)           |
| 1900     | Anton Huber (GER)        |                               |                            |
| 1901     | Willy Arend (GER)        | Erich Moder (GER)             |                            |
| 1902     | Thorvald Ellegaard (DEN) | Walter Rütt (GER)             |                            |
| 1903     | Thorvald Ellegaard (DEN) | Willy Arend (GER)             | Pietro Bixio (ITA)         |
| 1904     |                          | Willy Arend (GER)             |                            |
| 1907     | Émile Friol (FRA)        | Henry Mayer (GER)             | Charles Van Der Born (BEL) |
| 1908     | Thorvald Ellegaard (DEN) | Richard Scheuermann (GER)     |                            |
| 1910     | Émile Friol (FRA)        | Thorvald Ellegaard (DEN)      |                            |
| 1911 (1) | Marcel Dupuy (FRA)       | Thorvald Ellegaard (DEN)      | Willy Lorenz (GER)         |
| 1911 (2) | Walter Rütt (GER)        | Oskar Peter (GER)             |                            |
| 1912     |                          | Julien Pouchois (FRA)         | Victor Dupré (FRA)         |
| 1913     | André Perchicot (FRA)    | Léon Hourlier (FRA)           | Gabriel Poulain (FRA)      |
| 1920     | Marcel Dupuy (FRA)       | William Bailey (GBR)          | Maurice Schilles (FRA)     |
| 1954     | Arie van Vliet (NED)     | Reginald Harris (GBR)         | Enzo Sacchi (ITA)          |
| 1955     | Arie van Vliet (NED)     | Oscar Plattner (SUI)          | Enzo Sacchi (ITA)          |
| 1956     | Arie van Vliet (NED)     | Antonio Maspes (ITA)          | Reginald Harris (GBR)      |
| 1962     | Sante Gaiardoni (ITA)    | Antonio Maspes (ITA)          | Joseph De Bakker (BEL)     |
| 1963     | Antonio Maspes (ITA)     | Giuseppe Beghetto (ITA)       | Fritz Pfenninger (SUI)     |
| 1971 (1) | Leijn Loevesijn (NED)    | Gordon Johnson (AUS)          | Robert Van Lancker (BEL)   |
| 1971 (2) | Robert Van Lancker (BEL) | Leijn Loevesijn (NED)         | Giordano Turrini (ITA)     |
| 1972     | Giordano Turrini (ITA)   | Leijn Loevesijn (NED)         | Ezio Cardi (ITA)           |
| 1974     | Giordano Turrini (ITA)   | Leijn Loevesijn (NED)         | Ezio Cardi (ITA)           |
| 1975     | Peder Pedersen (DEN)     | Robert Van Lancker (BEL)      | Gerrie Fens (NED)          |
| 1976     | Giordano Turrini (ITA)   | Niels Fredborg (DEN)          | John Nicholson (AUS)       |
| 1977     | Giordano Turrini (ITA)   | John Nicholson (AUS)          | Peder Pedersen (DEN)       |
| 1978     | Giordano Turrini (ITA)   | Yoshinobu Sugano (JPN)        | Willy De Bosscher (BEL)    |
| 1979     | Giordano Turrini (ITA)   | Michel Vaarten (BEL)          | Hans Hindelang (RFA)       |
| 1980     | Daniel Morelon (FRA)     | Michel Vaarten (BEL)          | Yoshinobu Sugano (JPN)     |
| 1981     | Urs Freuler (SUI)        | Yavé Cahard (FRA)             | Ottavio Dazzan (ITA)       |
| 1983 (1) | Ottavio Dazzan (ITA)     | Urs Freuler (SUI)             | Moreno Capponcelli (ITA)   |
| 1983 (2) | Robert Dill-Bundi (SUI)  | Moreno Capponcelli (ITA)      | Ottavio Dazzan (ITA)       |
| 1984     | Ottavio Dazzan (ITA)     | Dieter Giebken (RFA)          | Michel Vaarten (BEL)       |
| 1985     | Philippe Vernet (FRA)    | Ottavio Dazzan (ITA)          | Claudio Golinelli (ITA)    |
| 1986     | Ottavio Dazzan (ITA)     | Patrick Da Rocha (FRA)        | Claudio Golinelli (ITA)    |
| 1987     | Andreas Hiestand (SUI)   | Patrick Da Rocha (FRA)        | Thierry Pirard (BEL)       |
| 1988     | Harumi Honda (JPN)       | Eric Schoefs (BEL)            | Patrick Da Rocha (FRA)     |
| 1989     | Patrick Da Rocha (FRA)   | Harumi Honda (JPN)            | Eric Schoefs (BEL)         |
| 1990     | Eric Schoefs (BEL)       | Lars Brian Nielsen (DEN)      | Frédéric Magné (FRA)       |
| 1995     | Viesturs Berzins (LAT)   | Valery Potapov (RUS)          | Antoine Breton (FRA)       |
| 1999     | René Wolff (GER)         | José Antonio Villanueva (ESP) | Matthias John (GER)        |
| 2010     | Denís Dmítriev (RUS)     | Kévin Sireau (FRA)            | Jason Kenny (GBR)          |
| 2011     | Kévin Sireau (FRA)       | Maximilian Levy (GER)         | Denís Dmítriev (RUS)       |
| 2012     | Denís Dmítriev (RUS)     | Max Niederlag (GER)           | Christos Volikakis (GRE)   |
| 2013     | Denís Dmítriev (RUS)     | Robert Förstemann (GER)       | Jason Kenny (GBR)          |
| 2014     | Grégory Baugé (FRA)      | Damian Zieliński (POL)        | Robert Förstemann (GER)    |
| 2015     | Jeffrey Hoogland (NED)   | Max Niederlag (GER)           | Damian Zieliński (POL)     |
| 2016     | Pavel Yakushevski (RUS)  | Roy van den Berg (NED)        | Andri Vynokurov (UKR)      |
| 2017     | Sébastien Vigier (FRA)   | Jeffrey Hoogland (NED)        | Denis Dmitriev (RUS)       |